# Barbula subreplicata
Barbula subreplicata är en bladmossart som beskrevs av Brotherus 1920. Barbula subreplicata ingår i släktet neonmossor, och familjen Pottiaceae. Inga underarter finns listade i Catalogue of Life.